# 戸石町
戸石町（といしまち）は長崎市東部に位置する町である。郵便番号は851-0113。

## 地理
南には橘湾に面した平坦地で、北部は山村の農業地域。東は諫早市飯盛町、北は長崎市上戸石町と川内町、西はかき道3～4丁目に接する。1971年より長崎県長崎市戸石町となり、その後一部がかき道1～4丁目となる。

## 歴史

### 沿革
- 1889年4月1日 - 町村制が施行され、北高来郡戸石村が発足。当地は、同村の中心部で船津名(里名)と呼ばれた。
- 1955年2月11日 - 戸石村が「西彼杵郡矢上村」・「北高来郡古賀村」ともに新設合併し、西彼杵郡東長崎町船津名となる。
- 1963年4月20日 - 長崎市に編入され、長崎市船津名となる。
- 1971年 - 長崎市戸石町となる。

### 名前の由来
戸石という名前の由来は諸説ある。
- 戸石村当時、村の西部山地塩田平一帯は全部第三紀層の砂岩からなり、砥石にすることが出来たため、戸石としたとする説。
- 土産神の起源戸石海岸の竹藪中に霊光を放った一個の木片と軽石であったためにそれより木石村とし、後に転訛し戸石となったとする説。
- 旧領主西郷石見守が不思議な神威のあるところを開き、地名を戸石村に改めたとする説。

## 地区
- 尾崎 - 同町の北部地区の山間部。戸石小学校がある。昔、今の当地から園田平にかけて大蛇が棲み、頭は園田平に尾は尾崎近くまであったことから尾の先、尾崎と言ったとされる。
- 毛屋 - 同町の西部地区。V・ファーレン長崎の練習場や戸石クラブハウスがある。
- 船津 - 同町の南部地区。漁師町として栄えており、長崎市たちばな漁協本所がある。

### 住宅団地
- 地区西部に住宅団地・ガーデンシティ東長崎がある。

## 戸石の塩浜
江戸時代、諫早領内には戸石1ヶ所,喜々津4ヶ所,久山5ヶ所計10カ所の塩浜（園田）があった。現在のV・ファーレン十八銀行フィールド近辺と思われる。
戸石の塩浜について調査は行われていないが、概略は以下の通り。
- 1818年12月24日 - 戸石塩浜にて試焼したところ非常に良い塩ができあがり、諫早領主に「初塩２俵献上」とある。
- 1823年3月30日 - 戸石塩浜の塩小屋出火につき焼失。
- 1859年3月30日 - 戸石町浜手に「新に築立塩浜」とあり、初塩を諫早領主に献上する。
- 1823年6月22日 - 戸石の塩浜の塩2,844俵出来る。
- 1863年7月4日 - 大風により石垣・釜屋・浜小屋塔が破損。明治期を迎え廃止されたと思われる。

明治34年測図で見ると魚の養殖場になったと思われる。

## 主な産業
漁業
この地区の南部に位置する戸石漁港を中心港とし、養殖フグ・鱧(ハモ)・牡蠣などが有名である。その他にもエビ・カニ・ヒラメなどなど豊富な海産資源に恵まれている。尚、長崎県のフグの養殖量は日本一を誇る。
農業
規模は大きくはないがイチゴやバナナなどが栽培されている。

## 世帯数と人口
2022年（令和4年）1月31日現在の世帯数と人口は以下の通りである。
| 町丁   | 世帯数    | 人口    |
| ------ | --------- | ------- |
| 戸石町 | 1,640世帯 | 4,430人 |

## 小・中学校の学区
市立小・中学校に通う場合、学区は以下の通りとなる。
| 番地 | 小学校             | 中学校           |
| ---- | ------------------ | ---------------- |
| 全域 | 長崎市立戸石小学校 | 長崎市立橘中学校 |

## 交通

### 道路
- 国道251号

## 施設
- 長崎東公園
- 長崎市立戸石小学校
- 長崎市 戸石地区事務所
- 長崎市 環境部東部環境センター
- 長崎戸石郵便局
- 戸石金比羅神社